# گرگ آلن
گرگوری فرانک آلن (انگلیسی: Gregory Frank Allen) زاده ۱۸ اکتبر ۱۹۶۷ یک فوتبالیست حرفه‌ای انگلیسی است که در پست یک هافبک در لیگ فوتبال برای باشگاه فوتبال آرسنال و باشگاه فوتبال کمبریج یونایتد بازی کرد.